# Eurovan (PSA/Fiat)
Eurovan'и — це мінівени, що виробляються спільно компаніями PSA (Peugeot, Citroën) та Fiat (Fiat, Lancia) з 1994 року.
Існують такі покоління Eurovan:
- Citroën Evasion / Fiat Ulysse I / Lancia Zeta / Peugeot 806 (1994-2002)
- Citroën C8 / Fiat Ulysse II / Lancia Phedra / Peugeot 807 (2002-2014)

## Перше покоління (1994-2002)

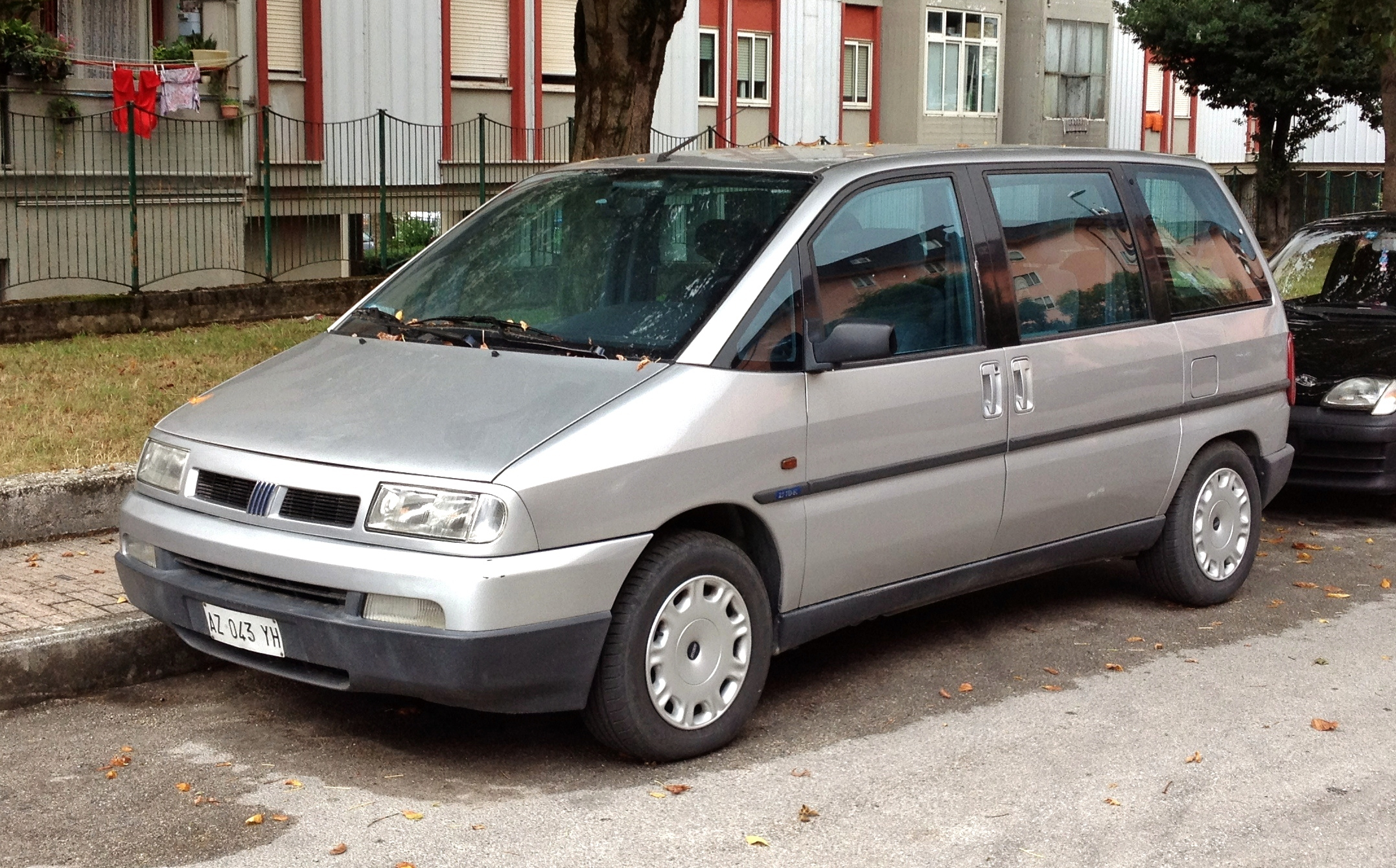
Fiat Ulysse (1994-1998)

Мінівени Eurovan першого покоління були введені в 1994 році. Вони менші, ніж американські фургони, такі як Chrysler Voyager, який також доступний в Європі. На відміну від Toyota Previa і так як в американських мінівенів вони обладнані зсувними задніми бічними дверима, цю рису, вони поділяють зі своїми комерційними братами. Незважаючи на те, що Voyager також прийшов в версії "Гранд" з подовженим кузовом і колісною базою (в Espace послідували їх прикладу в 1997 році), Eurovan прийшов тільки в одному розмірі.
Eurovan'и були майже ідентичні, відмінності полягають в різних решітках, нижній частині задніх дверей/задніх фарах, ковпаках/дисках і зовнішніх та внутрішніх відмінностях, а також різних рівнях обробки салону. 
У жовтні 1998 року Eurovan'и були злегка оновленою.
Усередині, важіль перемикання передач був встановлений на приладовій панелі, а не на підлозі, а ручне гальмо на дверній стороні сидіння водія, що дозволило по ліквідувати центральну консоль і відкрило прохід між передніми сидіннями.

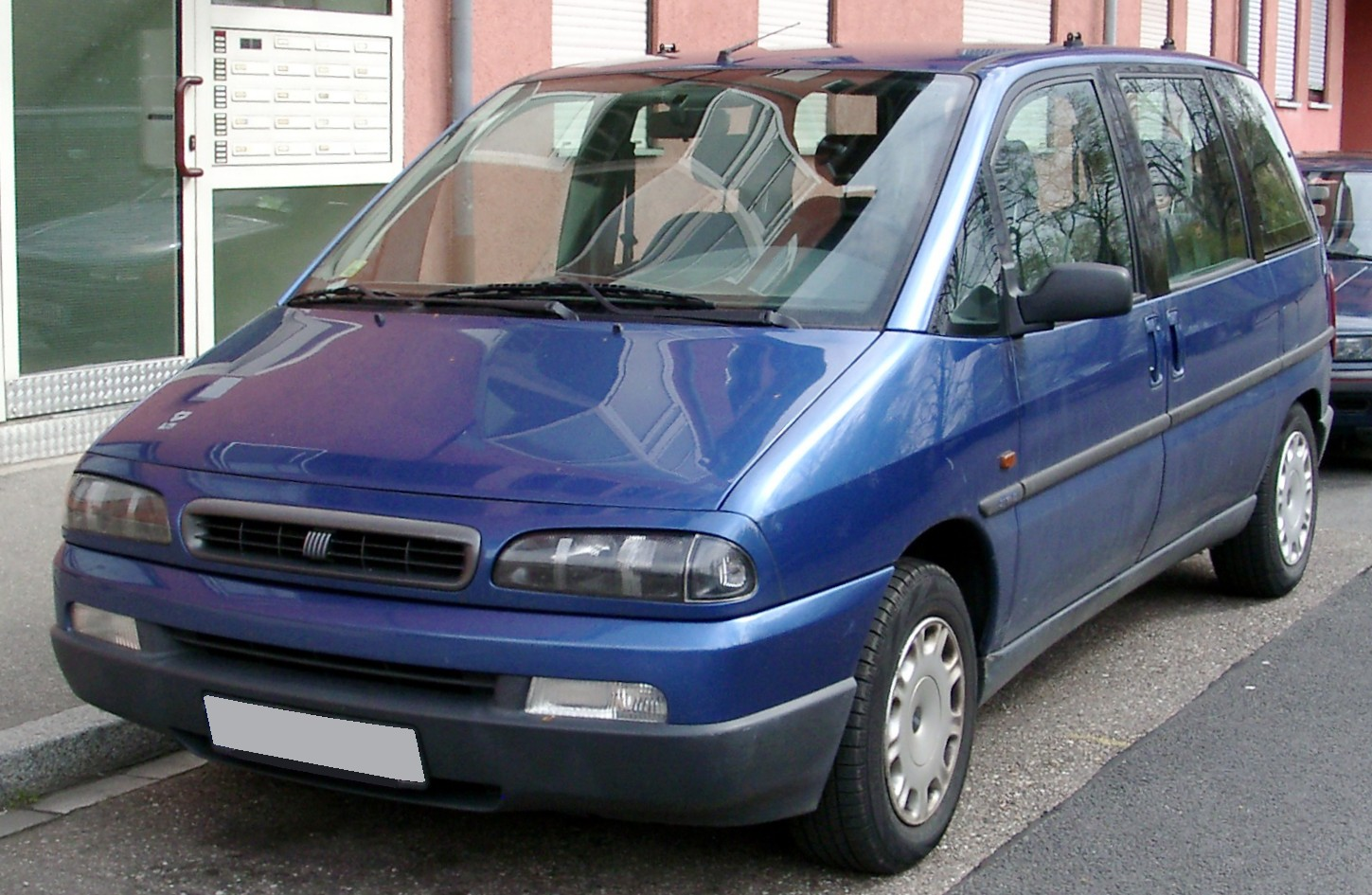
Fiat Ulysse (1998-2002)
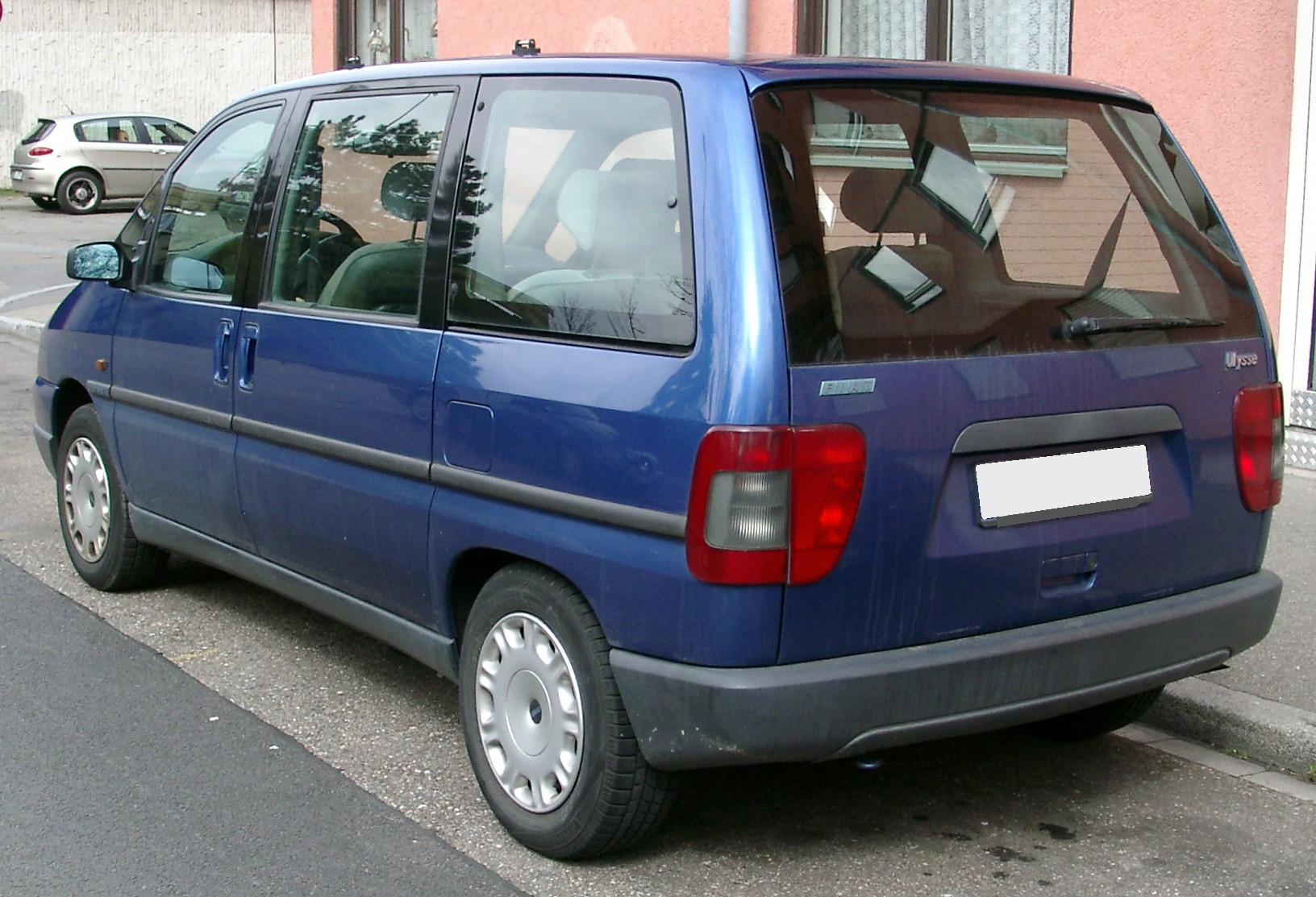
Fiat Ulysse (1998-2002)
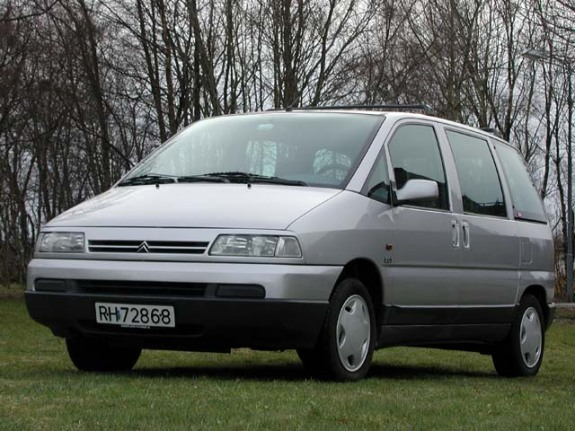
Citroën Evasion (1994-1998)
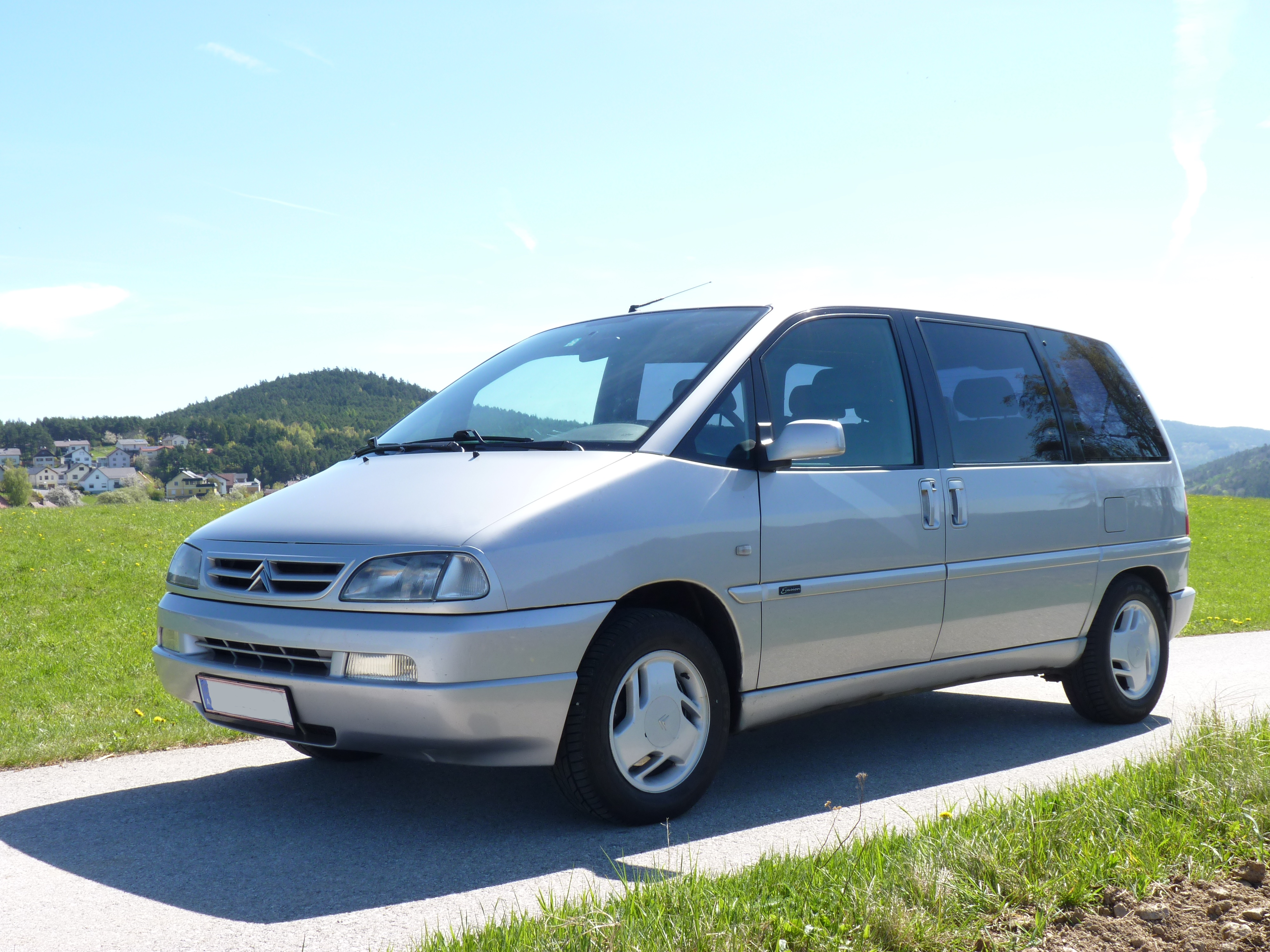
Citroën Evasion (1998-2002)
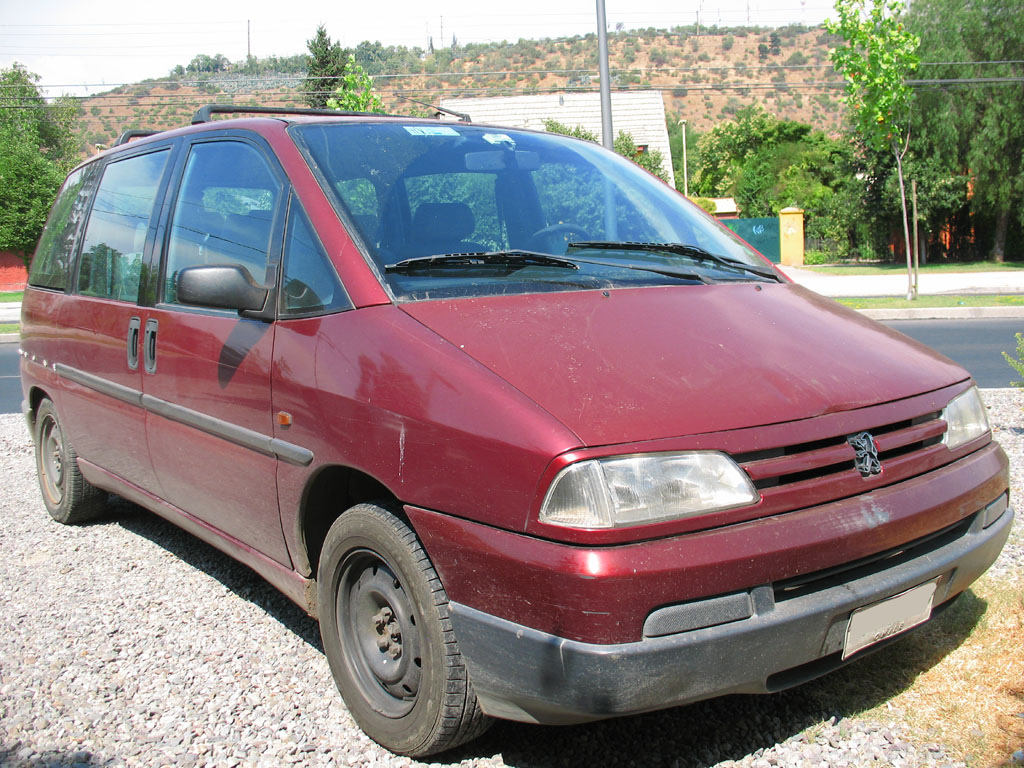
Peugeot 806 (1994-1998)
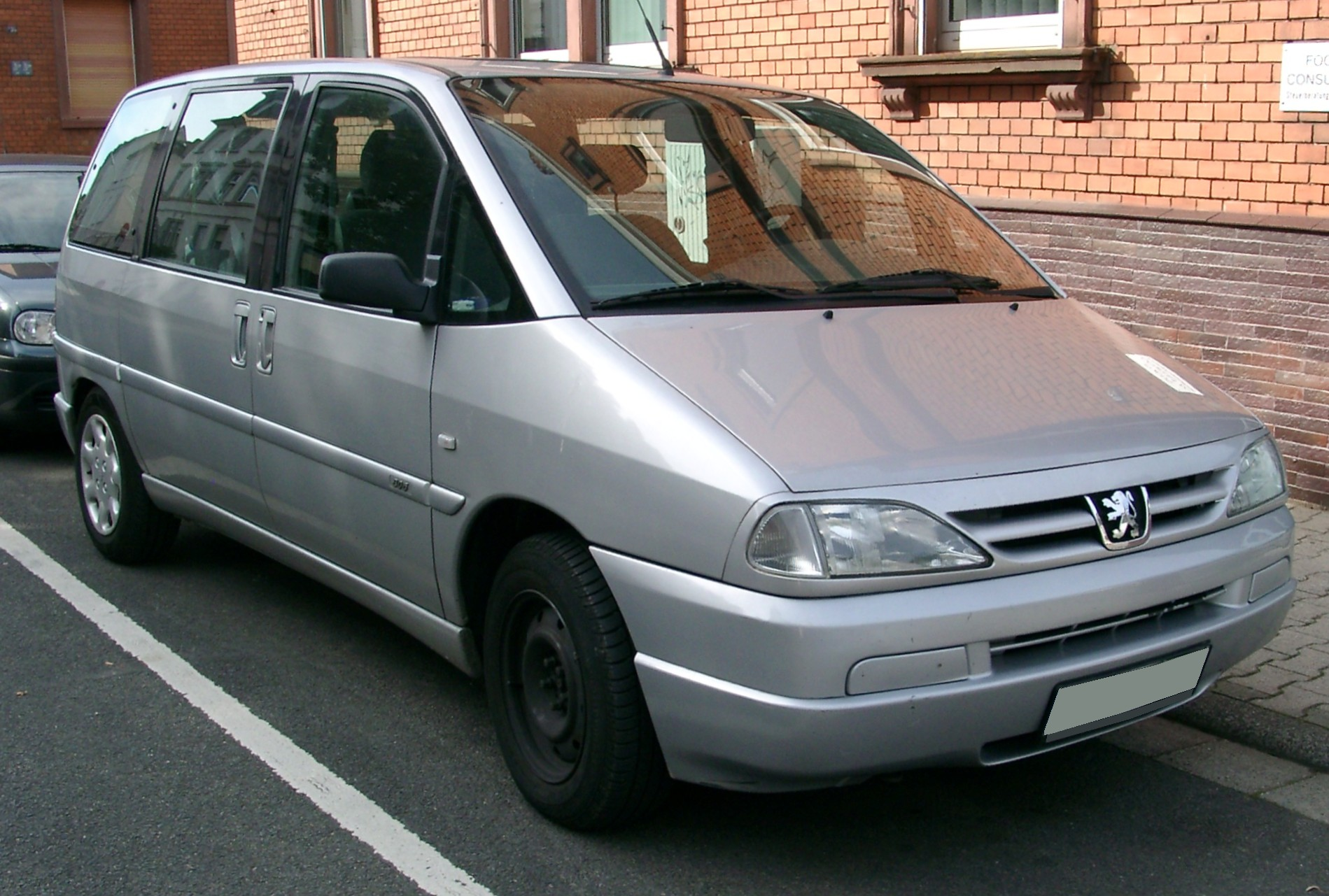
Peugeot 806 (1998-2002)
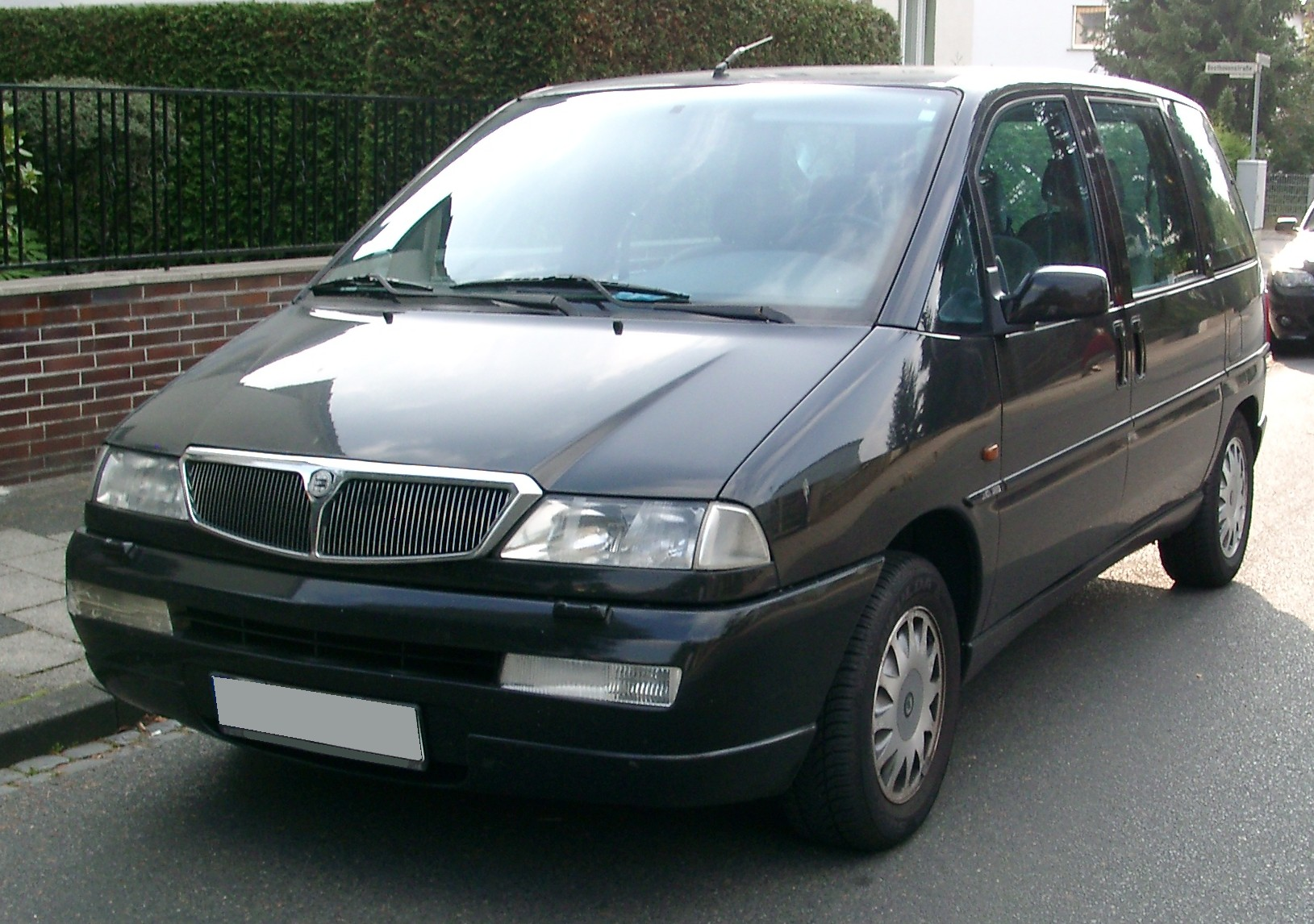
Lancia Zeta (1995-2002)
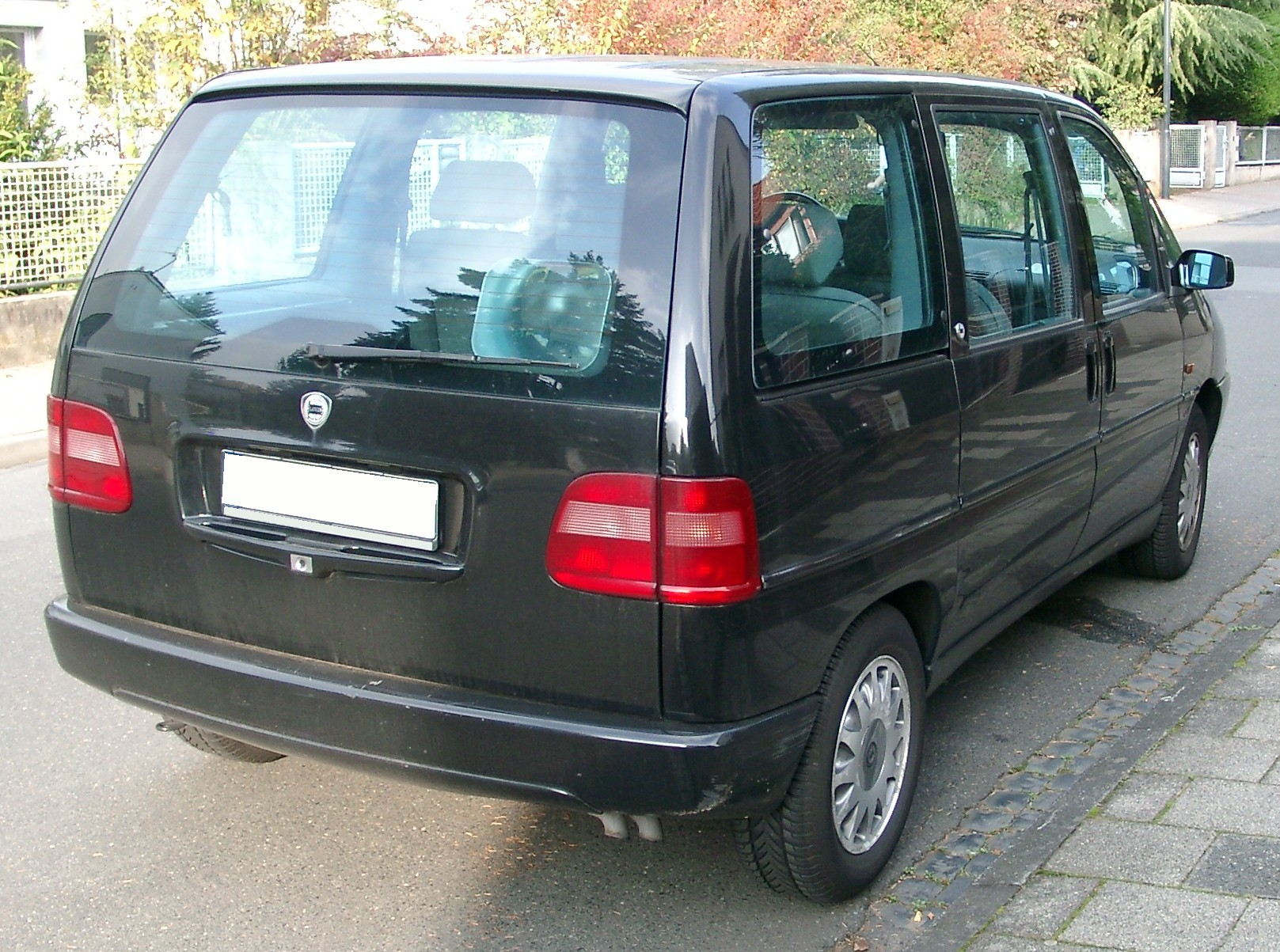
Lancia Zeta (1995-2002)

## Друге покоління (2002-2014)

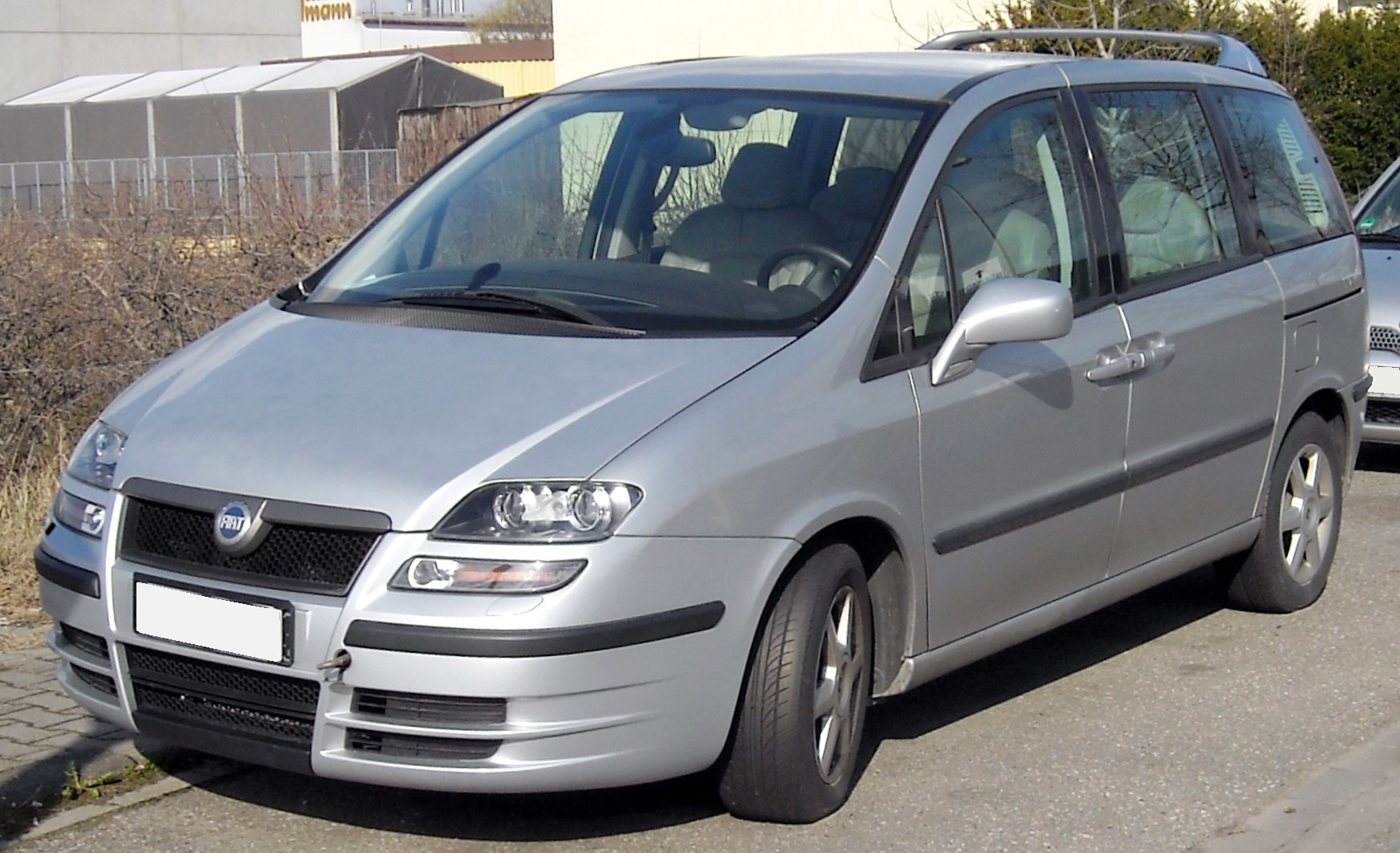
Fiat Ulysse II (з 2008)

В лютому 2002 року були запущені Eurovans другого покоління. Днище, колісна база і підвіска не були змінені, але всі зовнішні розміри, включаючи передню і задню колію, були збільшені. Збільшення довжини майже на 30 мм значно посилили внутрішній об'єм. Нові Eurovan'и отримали більш сучасний зовнішній вигляд, а також сучасний вигляд приладової панелі з централізовано встановленими датчиками.
Відмінності між версіями були більш вираженими, що охоплює весь фасад передньої і задньої частин (у тому числі передні і задні ліхтарі), а також різні колірні теми інтер'єру. Середній і третій ряд сидінь тепер зсувалися вперед/назад для збільшення гнучкості, а також отримали регульовані спинки.
В 2008 році Fiat Ulysse, Lancia Phedra, Citroën C8 і Peugeot 807 отримали легку підтяжку обличчя.
Fiat і Lancia були трохи ширшими, ніж фургони PSA, а Phedra також довша, ніж інші Eurovan'и.
В листопаді 2010 року Lancia Phedra знята з виробництва, в 2011 році її замінила Lancia Voyager.
В липні 2011 року кросовер Fiat Freemont замінив модель Fiat Ulysse.
В літку 2012 року Citroën C8 модернізували вдруге, змінивши зовнішній вигляд.

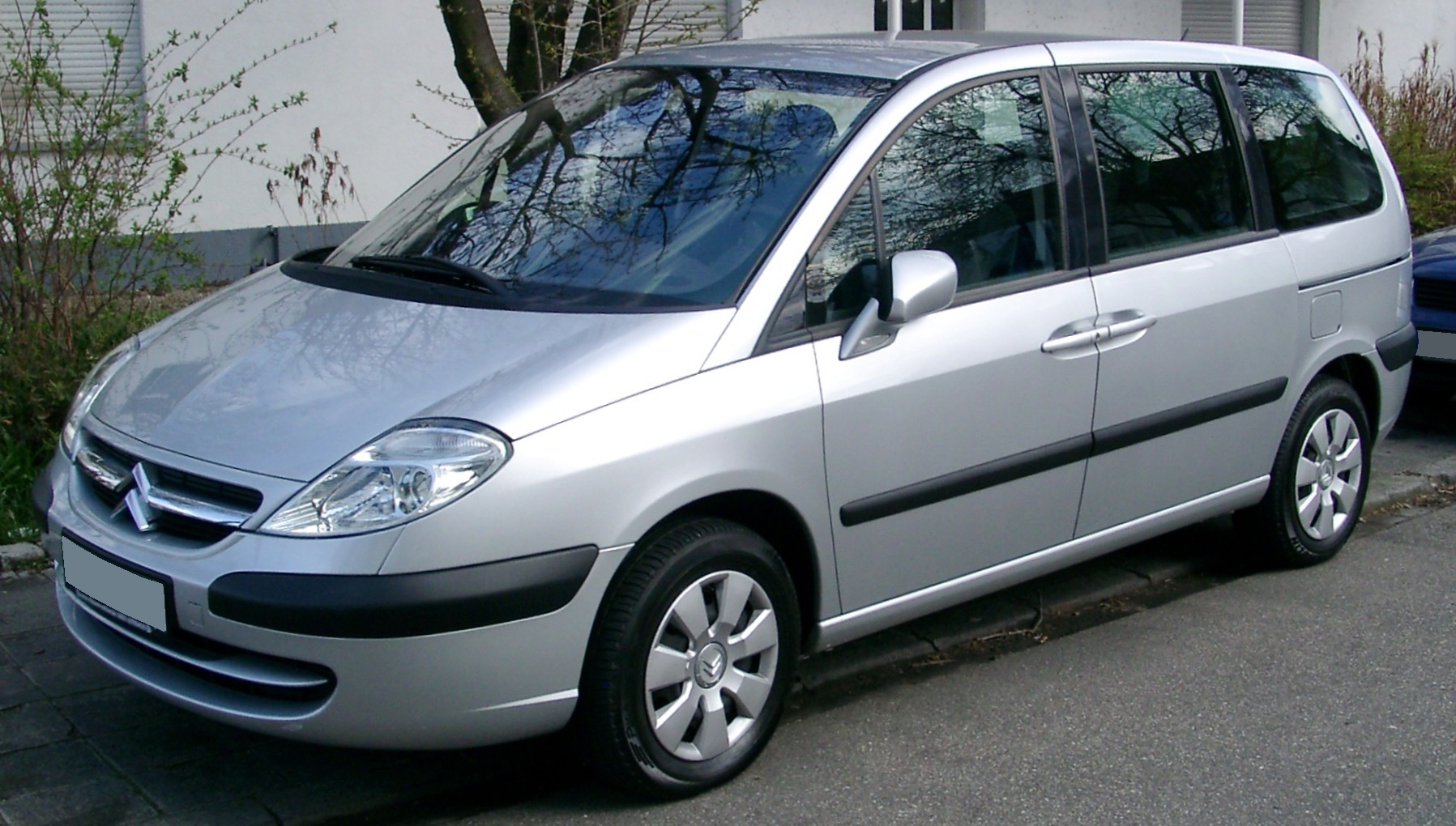
Citroën C8 (з 07/2002)
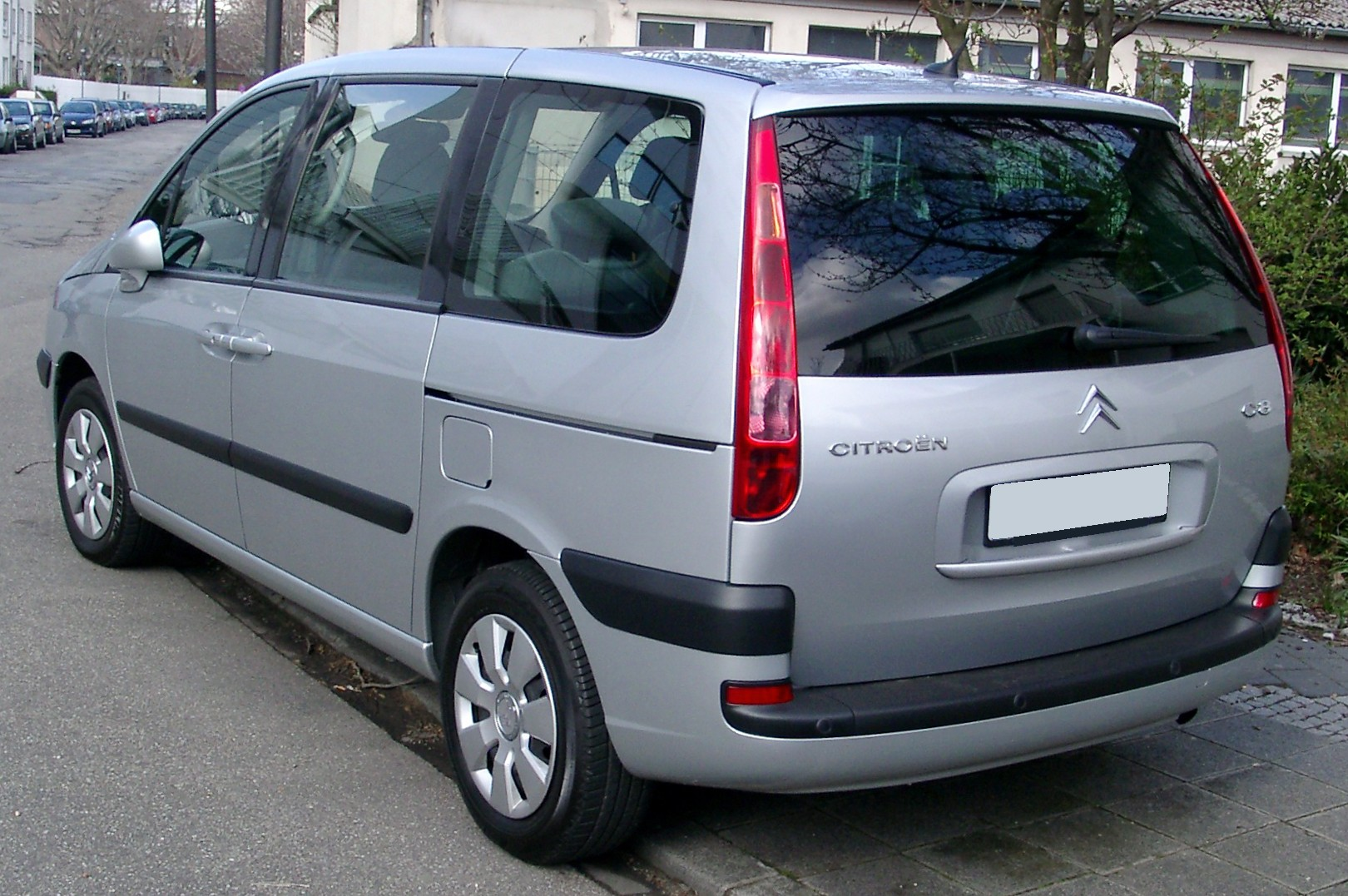
Citroën C8 (з 07/2002)
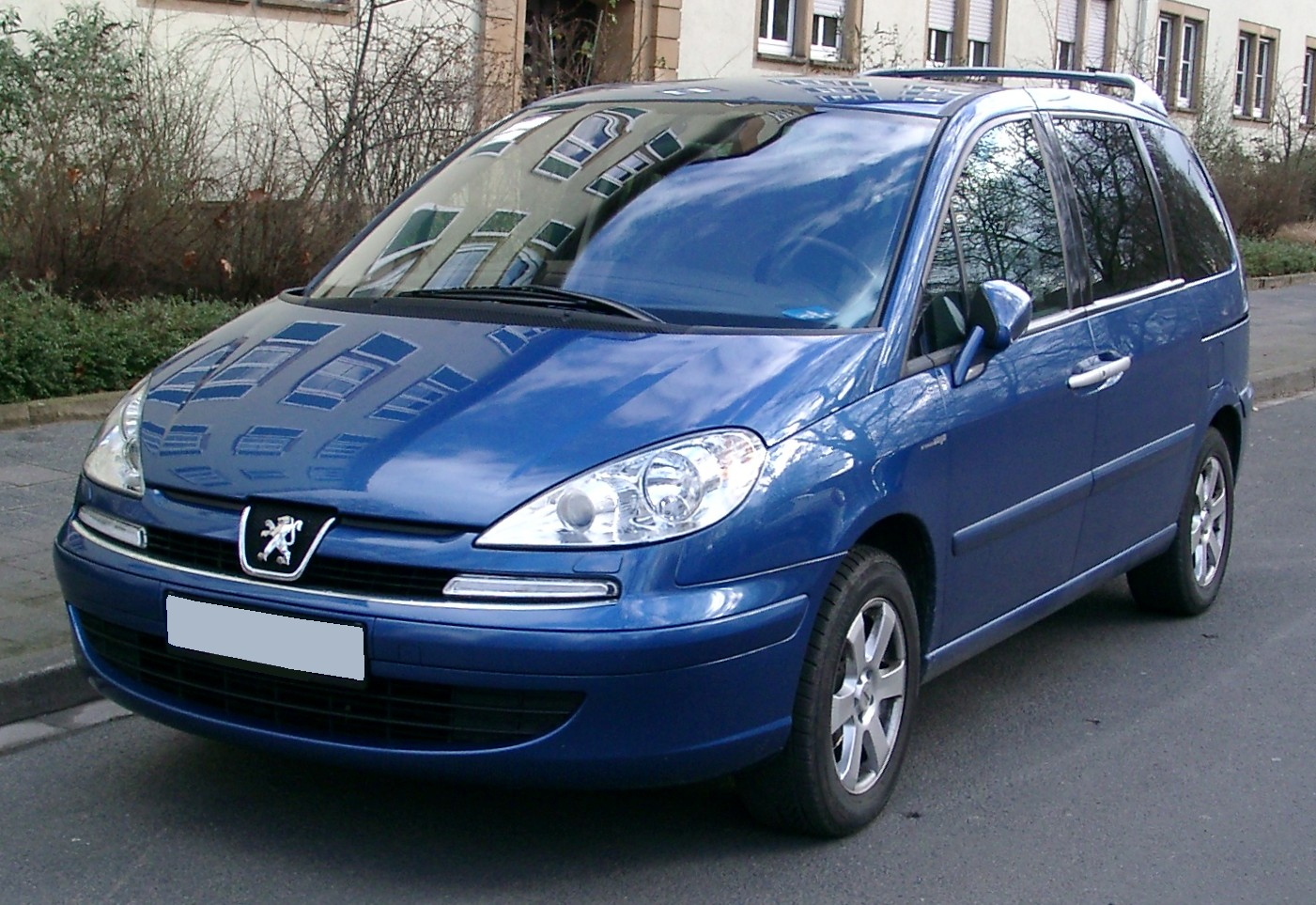
Peugeot 807 (з 06/2002)
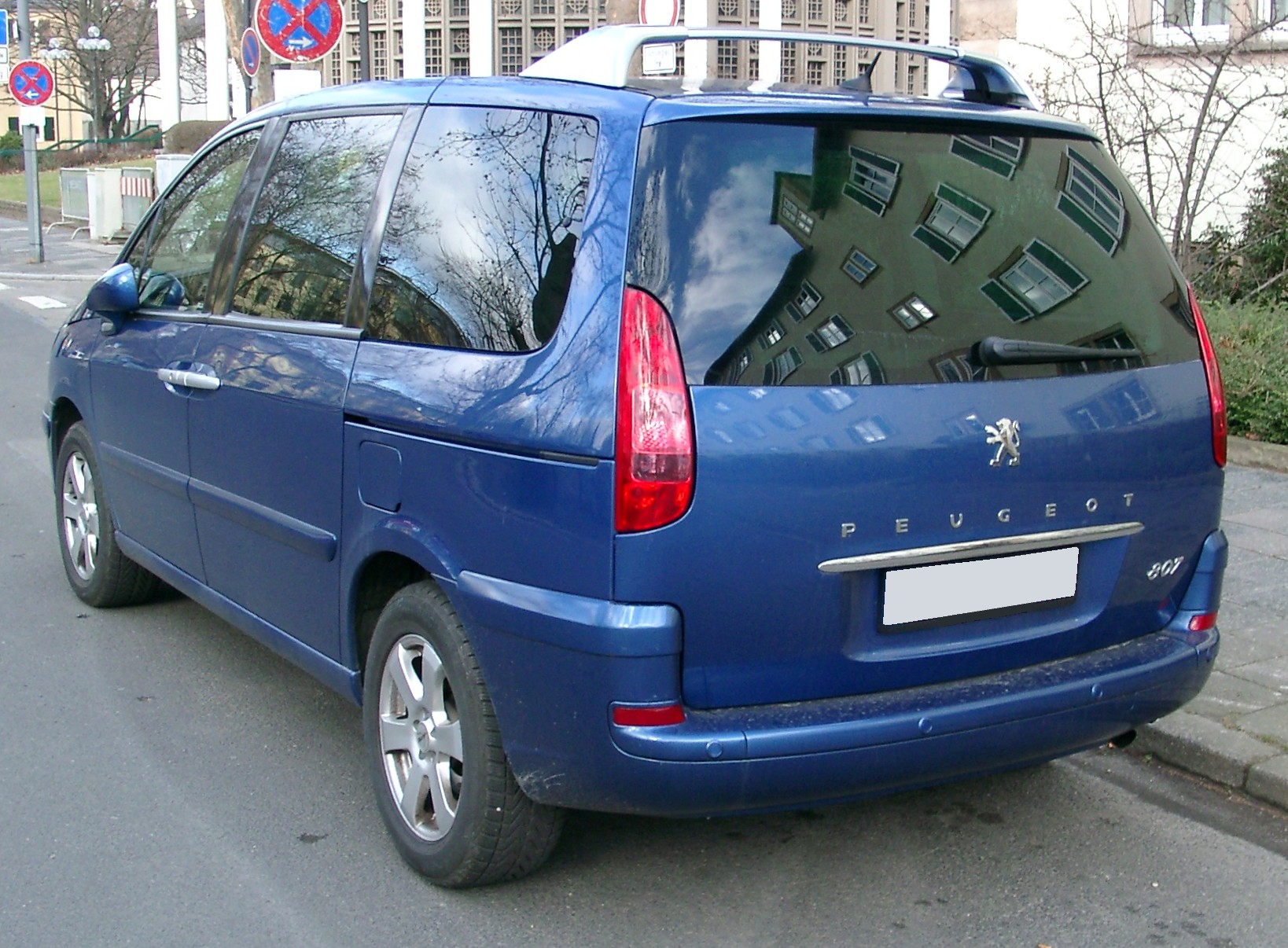
Peugeot 807 (з 06/2002)
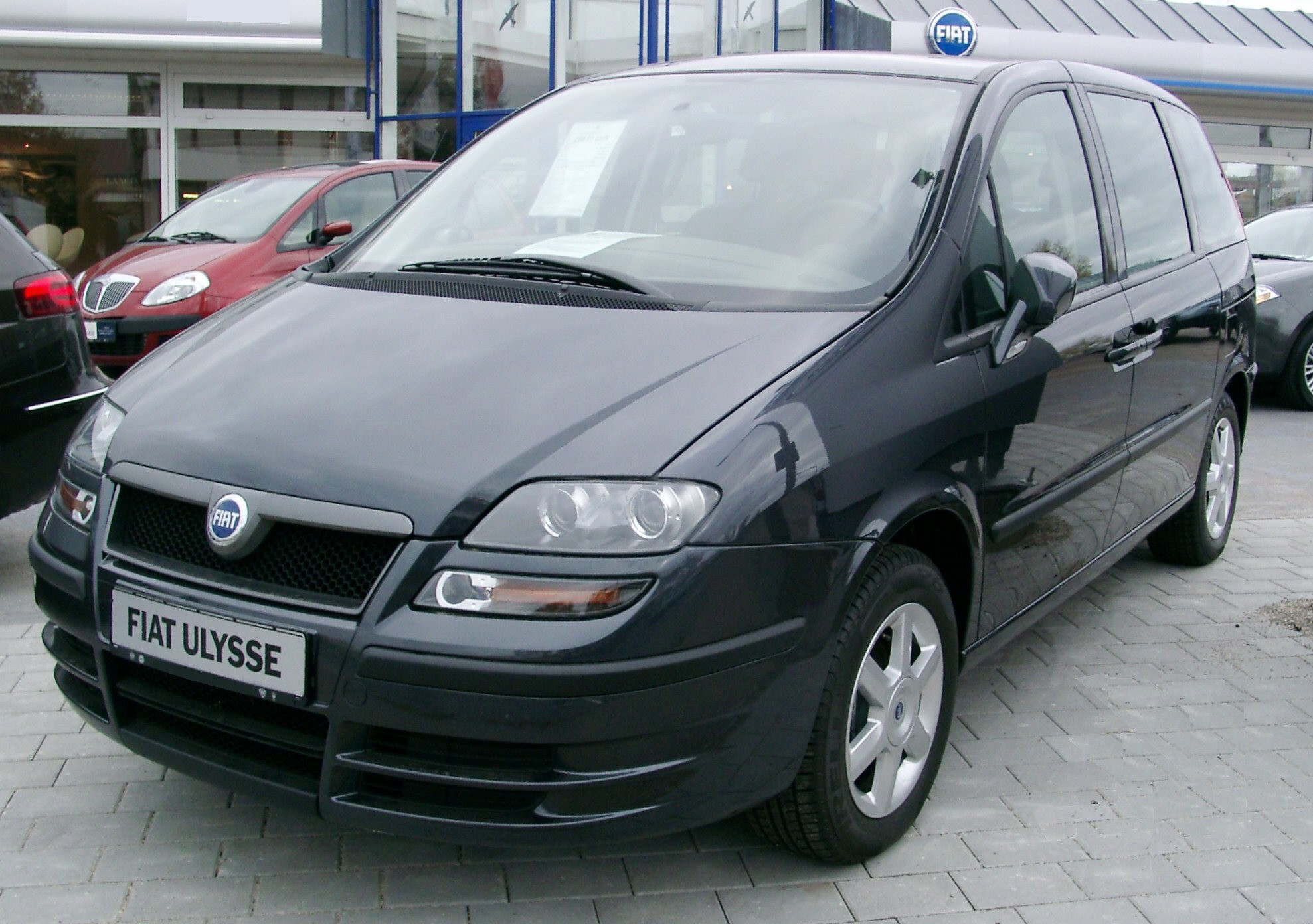
Fiat Ulysse (08/2002–07/2011)
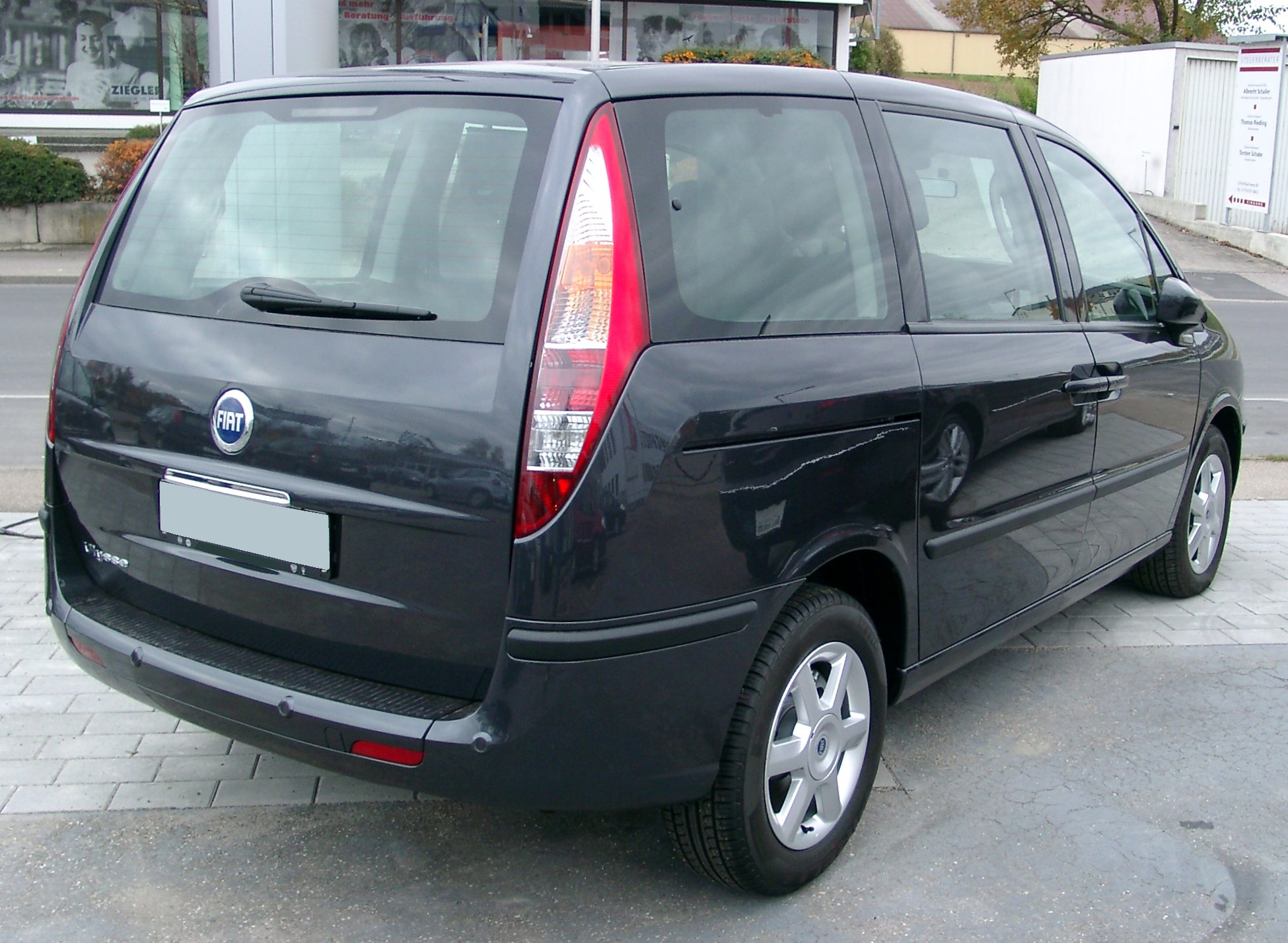
Fiat Ulysse (08/2002–07/2011)
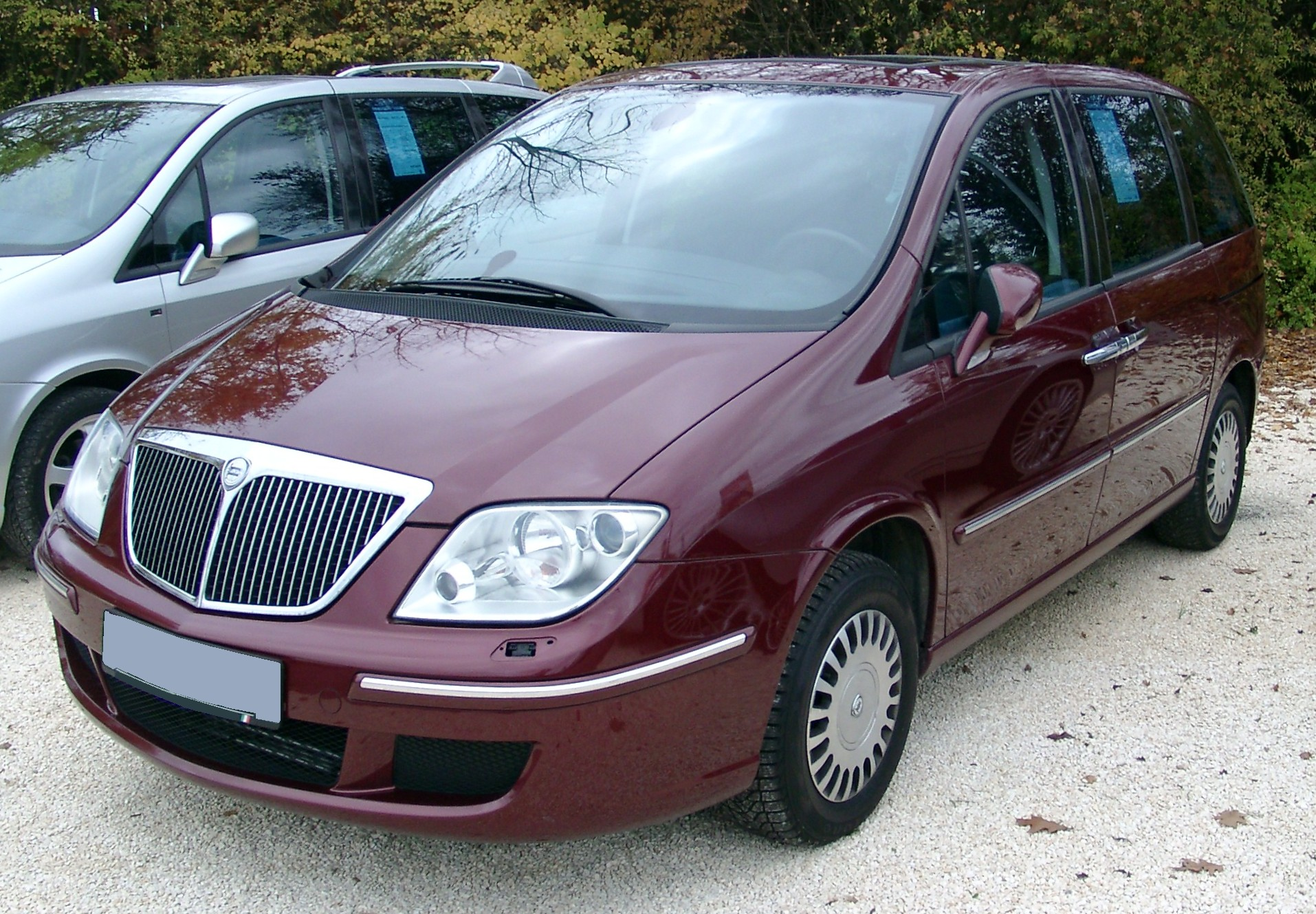
Lancia Phedra (09/2002–11/2010)
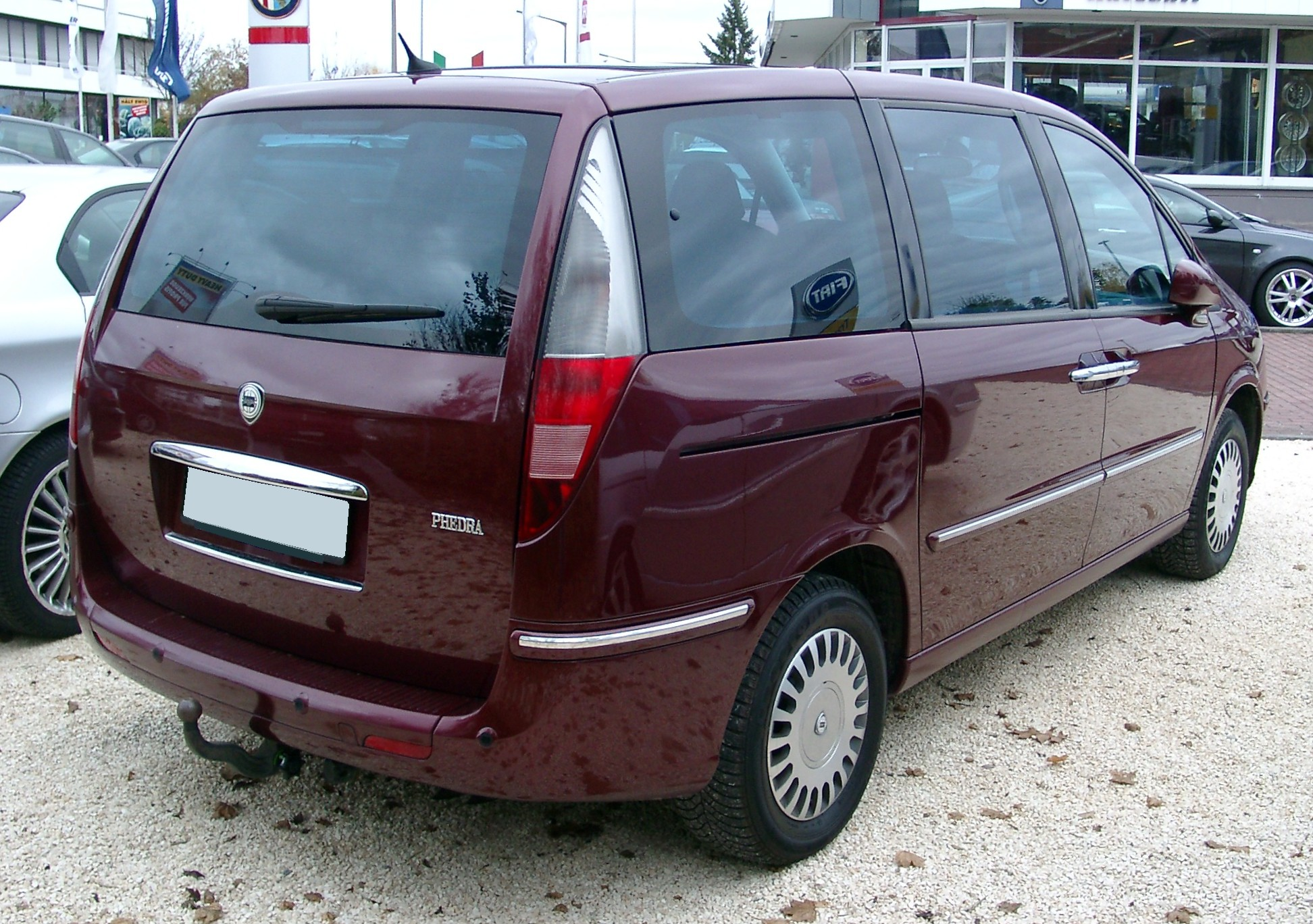
Lancia Phedra (09/2002–11/2010)